# Třída Dhofar
Třída Dhofar je třída raketových člunů Ománského královského námořnictva zařazených do služby v letech 1982–1989.

## Stavba
Všechny čtyři jednotky této třídy postavila britská loděnice Vosper Thornycroft v Southamptonu. První jednotka byla objednána roku 1980 a dodána roku 1982. Další dva čluny byly objednány roku 1981 a poslední čtvrtý roku 1986.
Jednotky třídy Dhofar:
| Jméno               | Spuštěna    | Vstup do služby  | Status  |
| ------------------- | ----------- | ---------------- | ------- |
| Dhofar (B10)        | říjen 1981  | 7. srpna 1982    | aktivní |
| Al Sharquiyah (B11) |             | 5. prosince 1983 | aktivní |
| Al Bat'nah (B12)    |             | 18. ledna 1984   | aktivní |
| Mussandam (B14)     | březen 1988 | 31. března 1989  | aktivní |

## Konstrukce
Třída Dhofar je velmi podobná keňské třídě Nyayo od stejného výrobce. Plavidla nesou letecký a námořní vyhledávací radar AWS-6 (Dhofar starší AWS-4), navigační radar AC 1226 a systém řízení palby 9LV307 (Dhofar starší Sea Archer).
Hlavňovou výzbroj tvoří jeden 76mm kanón OTO Melara Compact v dělové věži na přídi, jeden komplet DARDO se dvěma 40mm kanóny Bofors a dva 12,7mm kulomety. Hlavní údernou výzbroj představuje osm protilodních střel MM.40 Exocet (Dhofar jich nese pouze šest).
Pohonný systém tvoří čtyři diesely Paxman Valenta 18 RP 200 CM o celkovém výkonu 13 570 kW. Lodní šrouby jsou čtyři. Nejvyšší rychlost dosahuje 38 uzlů.